# R.G.W.
「R.G.W.」は、PUFFYの29枚目のシングル。2010年11月17日にキューンレコードから発売された。

## 解説
PUFFY初のクリスマスソング。初回生産版は2010年7月11日に東京・昭和女子大学人見記念講堂で行われたライブの映像が収録されたDVD付き。
タイトル曲「R.G.W.」は、「オリエンタル・ダイヤモンド」から3年ぶりの奥田民生提供の楽曲。クリスマスソングとしてリクエストしたが、歌詞は所々穴あきになっており「あとは頼む」と書かれていたことから共作となった。タイトルはRed（赤）・Green（緑）・White（白）の頭文字であり、いわゆるクリスマスカラーを表す。『トイ・ストーリー3』のCMソングとして使用され、クリスマスパーティーを模したセットで本人たちも出演した。カップリング曲「ジェットラブ」は、バンドメンバーのギタリスト・フジタユウスケ提供の楽曲、「恋のやまあらし」はmetro tripのメンバーである青木多果の作曲である。

## 収録曲

### CD
1. R.G.W. [4:21]
作詞：奥田民生、PUFFY／作曲：奥田民生／編曲：マイケル河合
  - 「トイ・ストーリー3 ブルーレイ・DVD」CMソング
  - 演奏はサポートのバンドメンバーが行っている。
2. ジェットラブ [3:21]
作詞：吉村由美／作曲：フジタユウスケ
  - 日本テレビ系『DON!』テーマソング
3. 恋のやまあらし [4:16]
作詞：大貫亜美／作曲：青木多果
  - テレビ神奈川『戦国鍋TV 〜なんとなく歴史が学べる映像〜』エンディングテーマ

### DVD
1. PUFFY TOUR 2010 劇団アセス旗揚げ公演 2010.7.11 人見記念講堂 前半DG:ナイスバディ
2. PUFFY TOUR 2010 劇団アセス旗揚げ公演 2010.7.11 人見記念講堂 前半DG:愛のしるし
3. PUFFY TOUR 2010 劇団アセス旗揚げ公演 2010.7.11 人見記念講堂 前半DG:サーキットの娘
4. PUFFY TOUR 2010 劇団アセス旗揚げ公演 2010.7.11 人見記念講堂 前半DG:complaint
5. PUFFY TOUR 2010 劇団アセス旗揚げ公演 2010.7.11 人見記念講堂 前半DG:ブギウギ No.5
6. PUFFY TOUR 2010 劇団アセス旗揚げ公演 2010.7.11 人見記念講堂 前半DG:妖怪PUFFY